# Jordi Savall

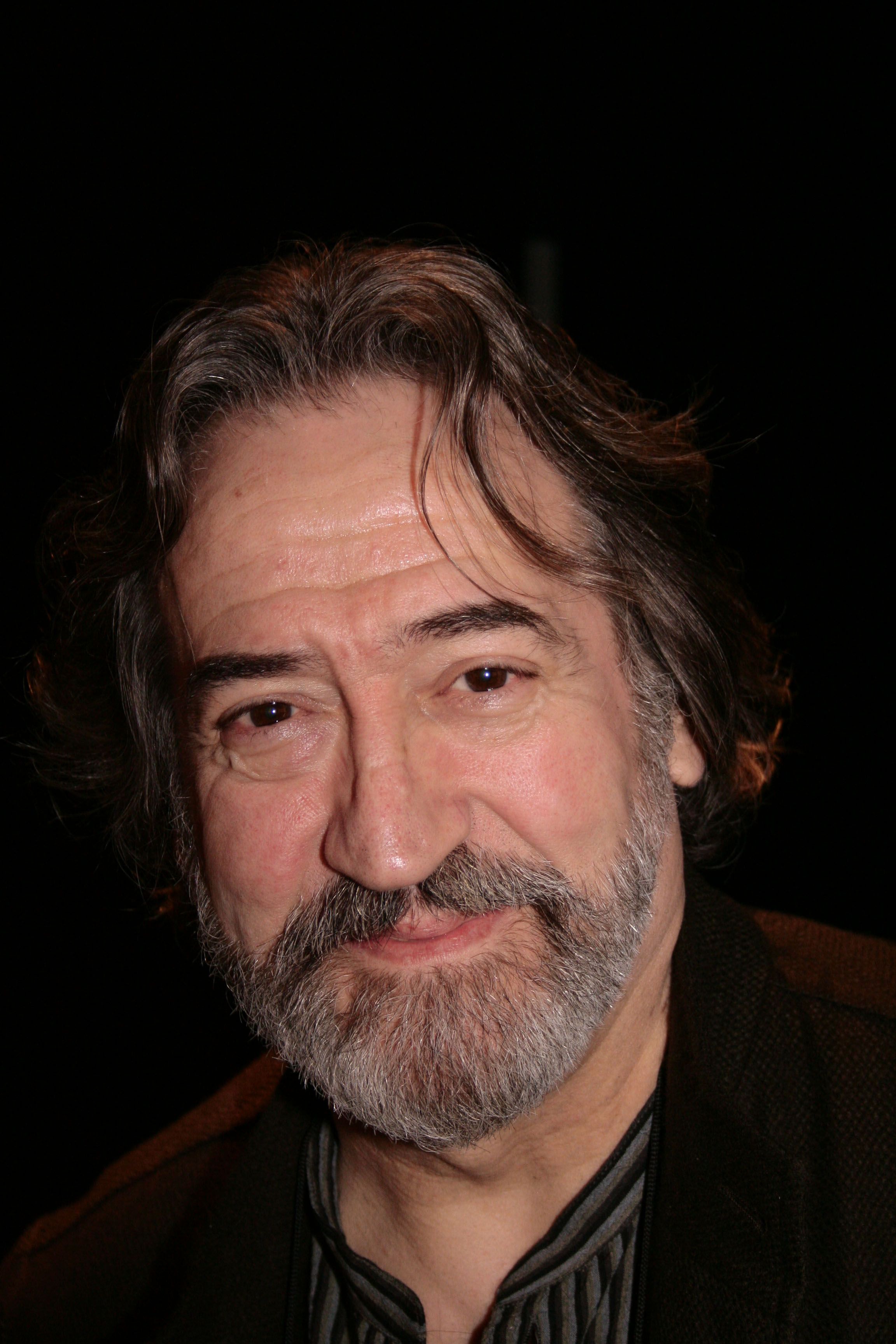
Jordi Savall, 2007

Jordi Savall i Bernadet (Igualada, Espanha, 1 de agosto de 1941) é um gambista, regente e compositor catalão, especialista em  música antiga, tendo já traduzido inúmeros manuscritos de origens várias: mourisca, turca, grega e espanhola.
Em 1974 formou, com a sua esposa, Montserrat Figueras — uma brilhante cantora também catalã, falecida em  2011 —, o  Ensemble Hespèrion XXI, cujo esforço tende a revitalizar a música original antiga, desde o século VII.

## Biografia
Savall começou a estudar música aos seis anos em Igualada. Em 1965 terminou os seus estudos superiores de música e violoncelo no Conservatório de Barcelona.
Em 1968 mudou-se para Basileia, na Suíça, com o objetivo de ampliar a sua formação na Schola Cantorum Basiliensis, reivindicando um instrumento antigo quase esquecido, a viola da gamba, e defendendo a importância da música antiga da Península Ibérica. Neste centro foi discípulo de August Wenzinger, a quem sucedeu em 1973.
Em 1970, iniciou uma carreira muito exitosa como intérprete de viola da gamba, da qual é considerado pela crítica um dos maiores intérpretes.
Entre 1974 e 1989 fundou três conjuntos, Hespèrion XX em 1974 (Hespèrion XXI desde  2000), La Capella Reial de Catalunya em 1987, e Le Concert des Nations em 1989 - conjuntos com repertórios que vão desde a Idade Média ao século XVIII, sempre interpretados com o máximo rigor histórico.
Dirigiu orquestras de prestígio como a Orquestra Gulbenkian, a Orquestra Camerata de Salzburgo, a Wiener Kammerorchester e a Philarmonia Baroque Orchestra de San Francisco.
Jordi Savall recebeu numerosas distinções durante os seus mais de 25 anos de carreira. Em 1988, foi condecorado Officier de l'Ordre des Artes et des Lettres pelo Ministério de Cultura francês; em 1990, recebeu o Prêmio Creu de Sant Jordi da Generalidade da Catalunha; em 1998, o Ministério de Cultura de Espanha outorgou-lhe a Medalha de Ouro de Belas Artes; desde 1999, é membro de honra da Konzerthaus de Viena e, em 2006, recebeu o título de Doutor honoris causa da Universidade da Catalunha.
A sua discografia, em diferentes editoras, supera a centena de gravações, pelas quais recebeu mais de cinquenta prémios internacionais. Desde 1998 edita os seus discos através da sua própria editora, a Alia Vox .
O seu trabalho também inclui música para banda sonora de filmes, destacando-se a do filme Todas as manhãs do mundo, de Alain Corneau, pela qual ganhou um César em 1992.